# Wolfgang Treu (homme politique)
Pour les articles homonymes, voir Wolfgang Treu.
Wolfgang Treu (mort en 1540), homme politique autrichien, maire de Vienne de 1528 à 1530, 1532 à 1533 et de 1536 à 1537. Le siège de Vienne survient lors de son premier terme à la mairie.